# Wieseck (Fluss)
Die Wieseck ist ein 24,3 km langer, östlicher und orographisch linker Zufluss der Lahn im Vorderen Vogelsberg, die im hessischen Landkreis Gießen verläuft und in der Stadt Gießen mündet. Nach ihr ist der größte Gießener Stadtteil Wieseck benannt.

## Name
Das Gewässer wurde erstmals 1330 als Wiske urkundlich erwähnt. Der Name leitet sich wahrscheinlich vom germanischen *wis- „Fluss“ ab.

## Geographie

### Verlauf
Die Wieseck entspringt im Süden des Naturraums Lumda-Plateau. Ihre Quelle, die gefasste Wieseckquelle, liegt beim Nordrand von Saasen – nördlich der Wohngebietsstraße Winneröder Straße auf etwa 235 m ü. NHN. Die Kilometrierung des Fließgewässers endet im Stadtgebiet von Grünberg 1,3 km nordnordöstlich von Göbelnrod und 1,3 km südsüdwestlich des Grünberger Ortsteils Beltershain – etwa 650 m nördlich vom Gipfel des Hohebergs (304,5 m) – auf rund 295 m Höhe.
Die Wieseck fließt in überwiegend westlicher Richtung. Anfangs verläuft sie südwärts nach Göbelnrod. Dort wendet sie sich Richtung Westen und fließt dabei durch Saasen und Reiskirchen. Hiernach wechselt sie in das Laubacher Hügelland über, in den sie den Flachsbach aufnimmt, um kurz darauf in die Gießener Lahntalsenke einzufließen. Darin verläuft sie durch Großen-Buseck und Trohe, um anschließend den Gießener Stadtteil Wieseck zu passieren.
Direkt anschließend erreicht die Wieseck die Gießener Kernstadt, in der sie nach südlichem Umfließen der Innenstadt – etwas nordnordwestlich oberhalb vom Bahnhof Gießen – auf etwa 155 m Höhe in den dort von Norden kommenden Rhein-Nebenfluss Lahn mündet.

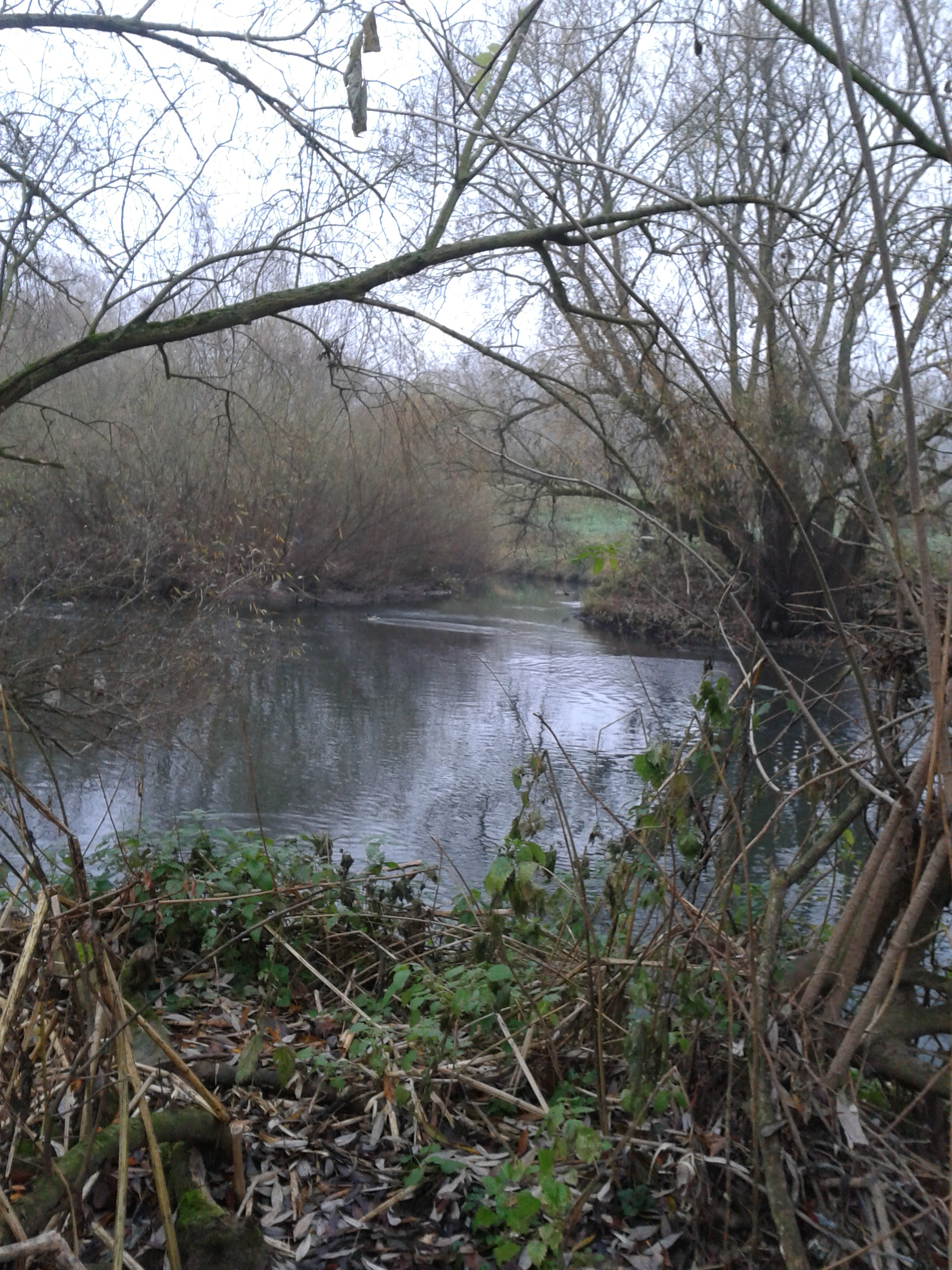
Mündung der Wieseck in die Lahn

### Naturräumliche Zuordnung
Die Wieseck verläuft in der naturräumlichen Haupteinheitengruppe Westhessisches Bergland (Nr. 34) und (flussabwärts betrachtet) in der Haupteinheit Vorderer Vogelsberg (349) durch die Untereinheiten Lumda-Plateau (349.0) und Laubacher Hügelland (349.3) sowie, in der Haupteinheit Marburg-Gießener Lahntal (348) und in der Untereinheit Gießener Becken (348.1) durch den Naturraum Gießener Lahntalsenke (348.10). Dabei bildet das Flusstal etwa die Südgrenze des Lumda-Plateaus, dem weitaus größten Höhenzug im Vorderen Vogelsberg.

### Zuflüsse
Direkte Zuflüsse vom Kilometrierungsende bei Göbelnrod bis zur Mündung. Auswahl.
- Morenbach, von rechts zwischen Göbelnrod und Saasen
- Dimpelbach, von rechts vor Saasen
- (Quellabfluss der Wieseck-Quelle), von rechts in Saasen
- Heegersgraben, von links nach Lindenstruth
- Mannsbachgraben, von rechts zwischen Lindenstruth und Reiskirchen
- Flachsbach, von links nach Reiskirchen
- Krebsbach, von rechts am Ortsanfang von Großen-Buseck
- (Bach am Busecker Schloss vorbei), von rechts in Großen-Buseck
- (Bach durch den Brunnenhof), von rechts nach Großen-Buseck
- Oberlache, von links in Gießen am Schwanenteich
- Klingelbach, von links in der Gießener Innenstadt zuletzt verdolt

## Gewässerqualität
Der Saprobienindex der Wieseck beträgt im Mittellauf (bei Großen-Buseck) 1,77, was entsprechend den Vorgaben der WRRL einem "guten" Zustand entspricht. Im Unterlauf innerhalb des Stadtgebiets beträgt dieser 2,34, was einem "mäßigen" Zustand entspricht. Der strukturelle Zustand ist hingegen als "schlecht" zu bewerten. Die Bewertung mit der Methode der Strukturgütekartierung weist die Wieseck in großen Bereichen als stark beeinträchtigt aus. Knapp 96 % der Abschnitte wurden mit "deutlich verändert" oder schlechter bewertet, nur etwa 4 % mit "mäßig verändert" oder besser, was der Zielvorgabe entsprechen würde. Verschiedene andere Indizes, die mittels Auswertung der Besiedlung der Wieseck mit Wasserorganismen (Makrozoobenthos) berechnet werden, bestätigen diesen schlechten Zustand. Diese strukturellen Beeinträchtigungen des Gewässers anzeigenden Werte weisen der Wieseck im Mittellauf bei Großen-Buseck einen "unbefriedigenden", im Unterlauf im Stadtbereich von Gießen einen "schlechten" Zustand zu. Damit besteht nach der WRRL, die den "guten ökologischen Zustand" bis 2015 fordert, Handlungsbedarf, diesen Zustand zu verbessern, was in den nächsten Jahren geschehen soll.

## Freizeit
Die Wieseckaue zwischen Großen-Buseck und Gießen dient als Ausflugsziel, und nordöstlich vor der Gießener Innenstadt liegt der Stadtpark Wieseckaue. In der Auenlandschaft befindet sich der Segelflugplatz des Flugsportvereins Gießen. Das Lumda- und Wiesecktal ist durch den Radwanderweg Lumda-Wieseck erschlossen.